# Theretra latreillei
Theretra latreillei is een vlinder uit de familie van de pijlstaarten (Sphingidae). De wetenschappelijke naam van de soort is voor het eerst geldig gepubliceerd in 1827 door MacLeay.